# Чабаны (Хмельницкий район)
Чабаны (укр. Чабани) — село в Хмельницком районе Хмельницкой области Украины.
Население по переписи 2001 года составляло 256 человек. Почтовый индекс — 31333. Телефонный код — 3822. Занимает площадь 1,06 км². Код КОАТУУ — 6825089001.

## Местный совет
31333, Хмельницкая обл., Хмельницкий р-н, с. Чабаны, ул. Кооперативная, 3